# Signalisation routière horizontale

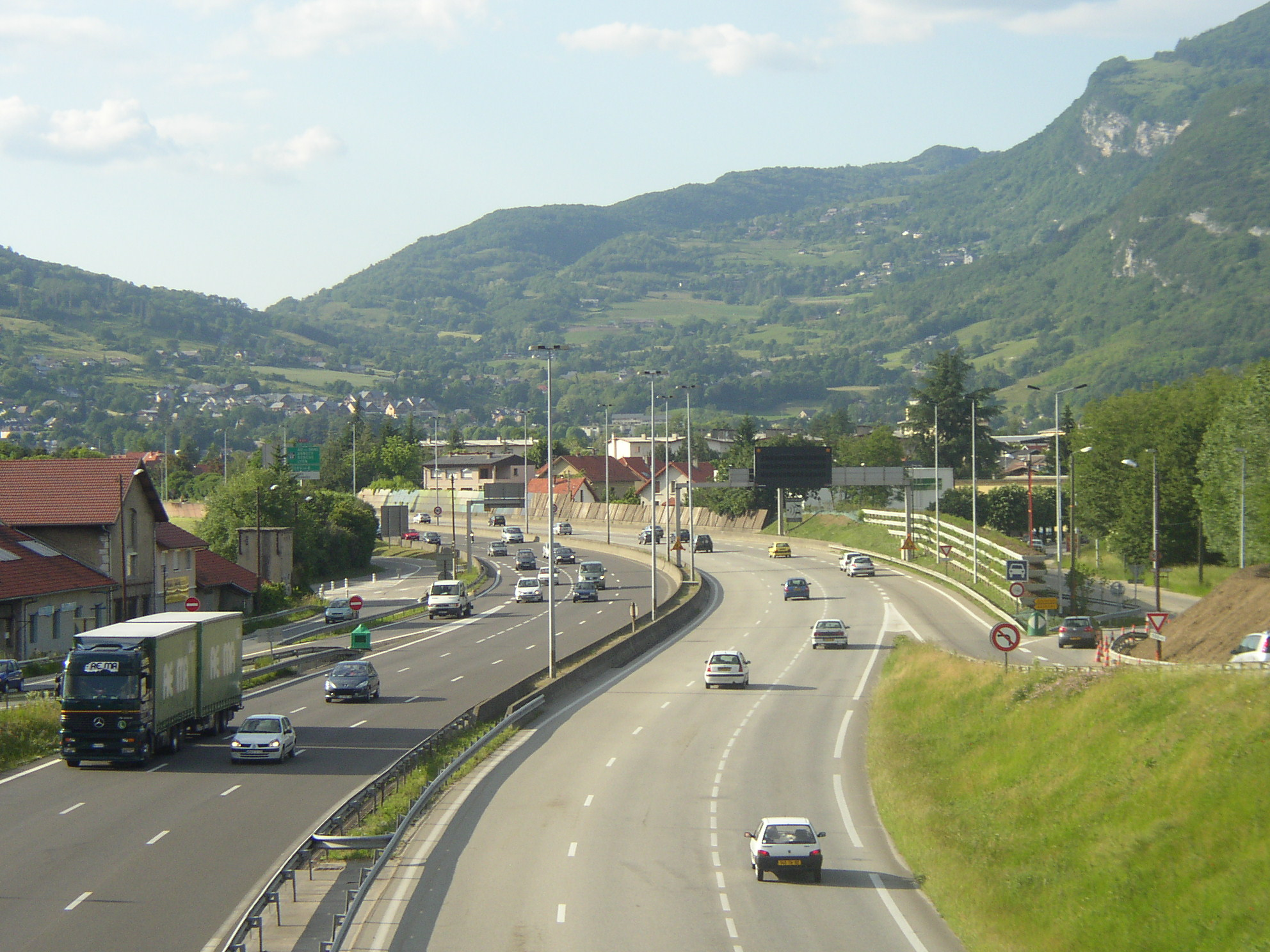
Marquage au sol d'une voie rapide urbaine (ici celle de Chambéry). Une ligne de dissuasion se dessine tout le long de la bretelle de La Ravoire (à droite) pour faciliter l'entrée des véhicules.

La signalisation routière horizontale regroupe, dans le cadre de la signalisation routière, tous les marquages au sol à la peinture.

## Rôle
Les marques sur chaussée ont pour fonction de guider l'usager. Elles donnent quatre types d'informations :
- la répartition des espaces de déplacement ;
- les règles de conduite ;
- le jalonnement ;
- le stationnement.

## Emploi du marquage
L'utilisation du marquage est différenciée selon les types de voies et les nombreux cas particuliers : voies d'insertion, entrées ou sorties d'îlots, etc.
- Section courante (hors points singuliers) : le trafic et la largeur de la chaussée sont les critères déterminant la mise en place du marquage.
- Points singuliers : il s'agit des sections où la distance de visibilité se trouve réduite et constitue un danger pour le dépassement.

Ils peuvent être dus à la présence d'un virage, d'un dos d'âne, de caractéristiques géométriques particulières (rétrécissement, intersections, etc.)

## Catégories de marques

Flèche de rabattement en France.

On distingue plusieurs catégories de marques applicables en rase campagne et en agglomération. Les règles relatives au marquage y sont les mêmes. Toutefois, la spécificité des marques en ville porte sur les natures de marquage à effectuer : signalisation des carrefours, marquages divers (arrêts de bus, passages piétons, etc.).
On distingue, selon la terminologie de la convention internationale sur la signalisation routière conclue à Vienne le 8 novembre 1968 :
Les marques longitudinales
- ligne continue, interdisant le franchissement ou le chevauchement ;
- ligne discontinue de guidage, délimitant les voies en vue de guider la circulation ;
- ligne discontinue d'avertissement, annonçant l’approche d’un passage présentant un risque particulier ;
- ligne mixte, qui ne peuvent être franchies que si, au début d'une manœuvre de dépassement, la ligne discontinue se trouve la plus proche du véhicule ;
- lignes continues et discontinues pour voies spécialisées[2].

Selon la convention de Vienne, ne sont pas des marques longitudinales les lignes longitudinales qui délimitent, pour les rendre plus visibles, les bords de la chaussée ou qui, reliées à des lignes transversales, délimitent sur la surface de la chaussée des emplacements de stationnement ou qui indiquent une interdiction ou des limitations concernant l’arrêt ou le stationnement.
Les marques transversales
- ligne continue d'arrêt ;

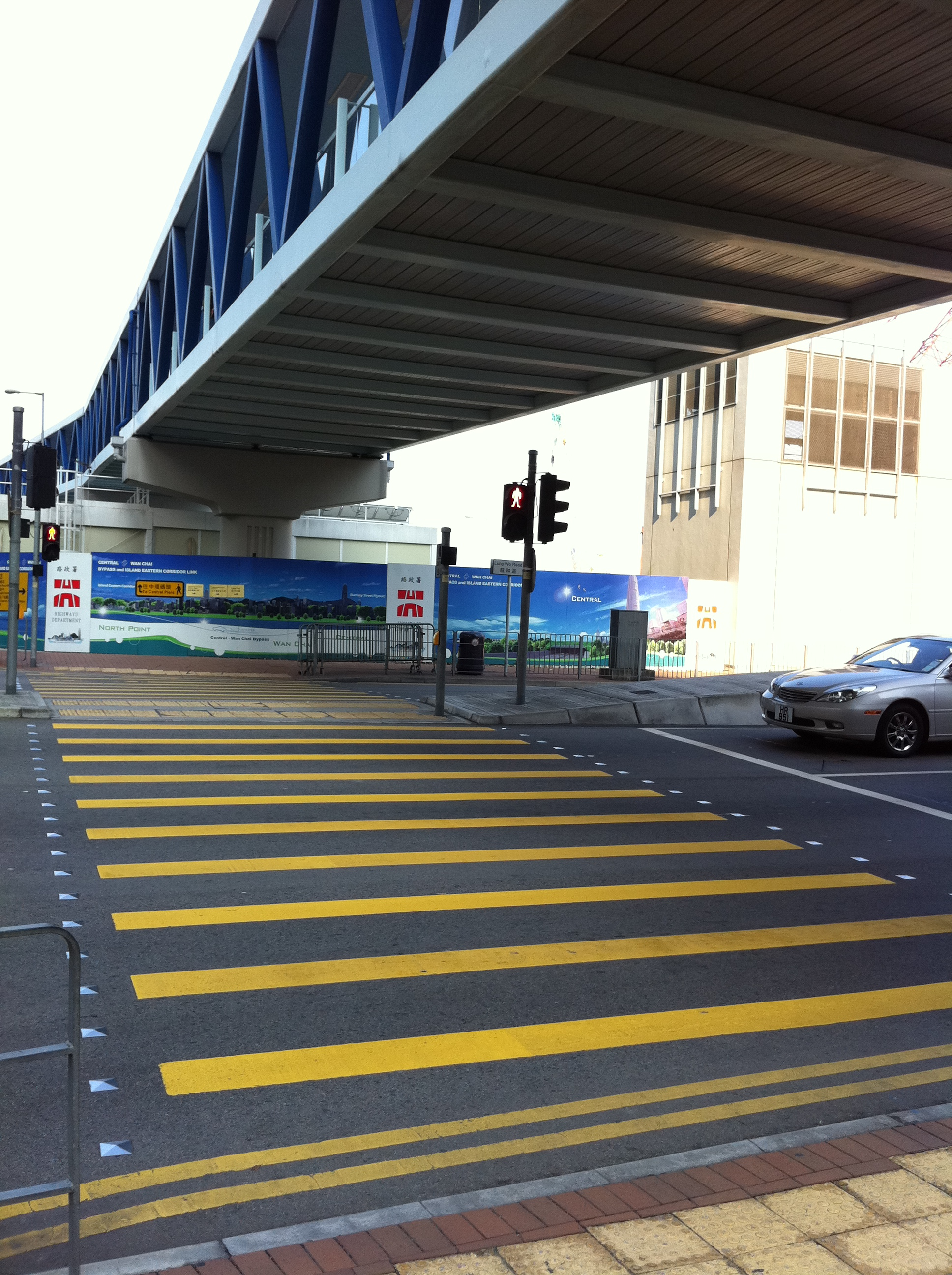
HK Central Man Yiu Street footbridge Lung Wo Road yellow line crossway Dec-2012.

- ligne discontinue de « Cédez le passage » ;
- ligne discontinue d'effet des feux de circulation.

Les autres marques
Il s'agit là de tous les marquages spéciaux qui donnent une information, une prescription ou spécifiques à certains carrefours. On distingue :
- les flèches de présignalisation ;
- les lignes parallèles ou obliques ;
- les lignes zigzag ;
- les marquages spécifiques.

Les marquages au sol sont également utilisés pour marquer les chemins internes à l'intérieur des usines de production et des entrepôts afin d'améliorer la sécurité au travail.

## Couleur des marques[6]

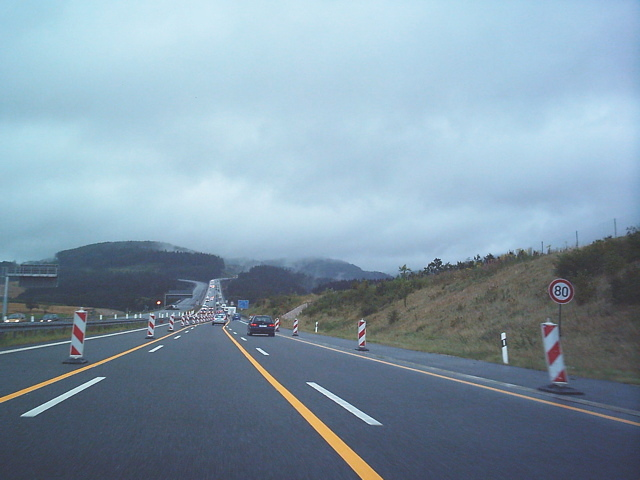
Marquage temporaire en Allemagne.

Dans la plupart des pays, les marques sur la chaussée sont de couleur jaune ou blanche. Le terme « blanc » couvre les nuances argent ou gris clair.
La couleur bleue peut toutefois être employée pour les marques indiquant les emplacements où le stationnement est permis mais soumis à certaines conditions ou restrictions (durée limitée, paiement, catégorie d’usagers, etc.).
Certains pays utilisent également d'autres couleurs. Par exemple, la Suisse emploie une couleur jaune-orange (art. 72 al. 2 OSR) pour le marquage temporaire (lors de travaux), la couleur jaune étant déjà prise pour de nombreux usages, notamment pour marquer les voies et places de stationnement réservées à une certaine catégorie d'usagers (piétons [y compris les passages pour piétons], cyclistes, tramways, bus, taxis, véhicules de police, etc.) ainsi que pour le marquage horizontal des interdictions de parquer et de s'arrêter.

## Spécifications par pays

### En Europe

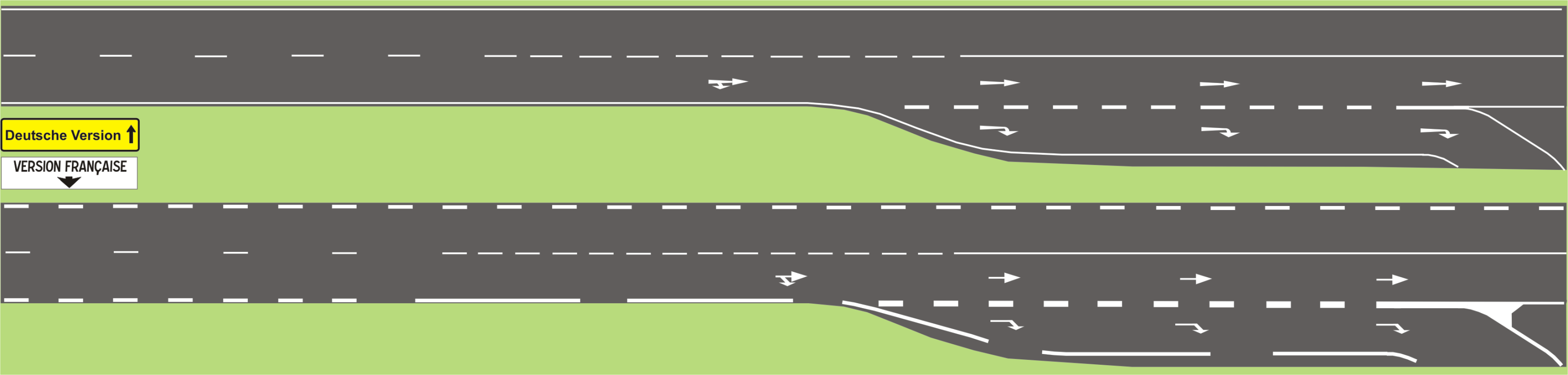
Dans l'UE chaque pays a ses standards spécifiques : une comparaison entre la signalisation routière horizontale en Allemagne et en France.

En Europe, le marquage au sol fait l'objet d'un accord européen relatif aux marques routières dès 1957. Cet accord réglemente notamment les législations relatives aux marques longitudinales (lignes continues et lignes discontinues), aux marques transversales (lignes continues et lignes discontinues), et aux autres marques. Elles prévoient la couleur des marques blanches ou jaunes, et prévoient que la couleur des marques destinées aux piétons ou cyclistes soient toutes d’une même couleur.

#### En France
En France, le marquage au sol est régi par une réglementation traitée dans la 7e partie du livre I de la Signalisation Routière. L'arrêté interministériel s'applique à toutes les voies ouvertes à la circulation publique (art.44), tant en milieu urbain qu'en rase campagne. Ces mesures précisent le Code de la route.
Le marquage n'est pas obligatoire, sauf celui des lignes de « Stop » et « Cédez le passage » et les lignes d'effet des feux de signalisation. Le marquage incombe à la collectivité qui en prend l'initiative.

#### Au Cameroun

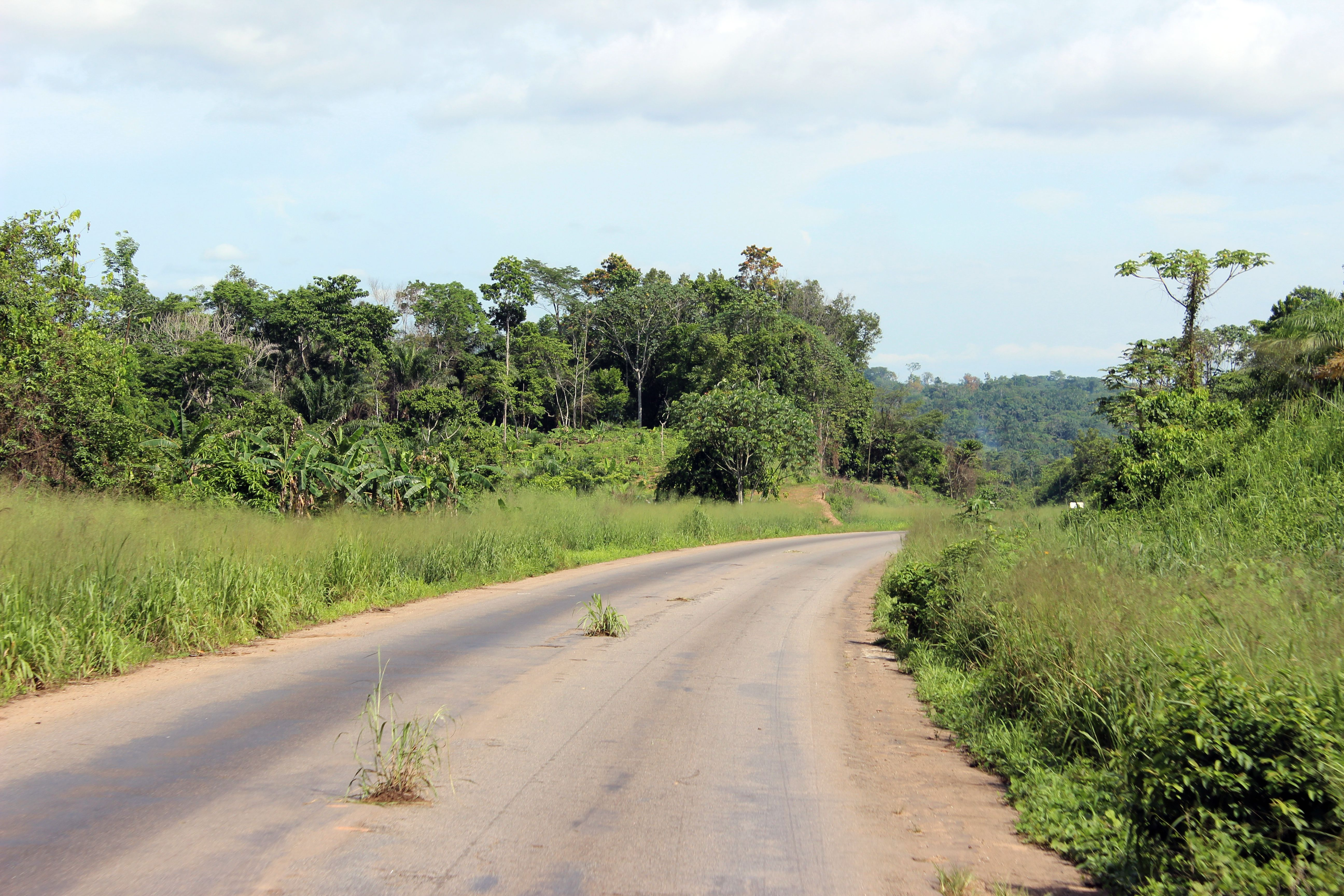
Touffes d'herbe signalant un danger, en Afrique.